# Sherman Library and Gardens

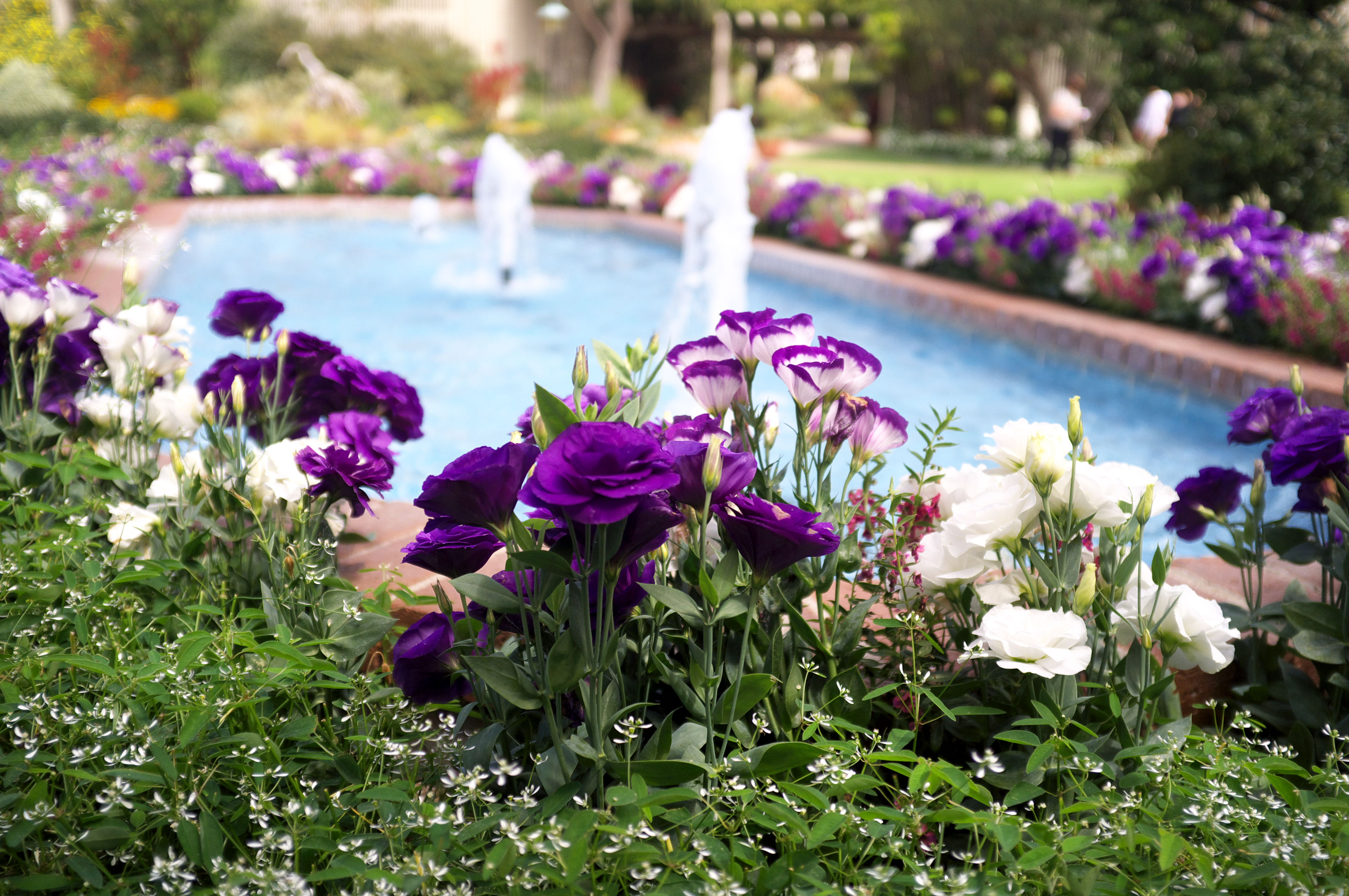
Sherman Library and Gardens (Sept. 2013)

Die Sherman Library and Gardens ist eine Bildungs- und Forschungseinrichtung in Newport Beach im US-Bundesstaat Kalifornien. Sie beherbergt neben einer Bibliothek auch einen botanischen Garten.
Die etwa 8.900 Quadratmeter umfassende Anlage befindet sich am Pacific Coast Highway im Stadtteil Corona del Mar und liegt in einem kleinen Park unweit des Pazifischen Ozeans. Es wird eine geringe Eintrittsgebühr erhoben.

## Geschichte
Die Geschichte der Sherman Library and Gardens reicht nicht weit zurück. 1955 kaufte Arnold D. Haskell das Grundstück einer Gärtnerei, auf dem die Einrichtung heute liegt. Das Gelände umfasste auch ein kleines Adobe-Haus. Der Besitzer plante die Errichtung einer Parkanlage, die der Öffentlichkeit zugänglich sein sollte. In den 1960er-Jahren wurde das Anwesen erstmals vergrößert. Bis 1974 entstanden das Bibliotheksgebäude und die Gewächshäuser. Ebenfalls zu diesem Zeitpunkt wurde die Anlage nach M. H. Sherman, dem Mentor und Gönner von Haskell benannt. In dem erhaltenen Adobe-Haus finden heute Ausstellungen statt.

## Bibliothek
Die Bibliothek erwirbt, organisiert und erhält alle Arten von Gegenständen, die die Geschichte des pazifischen Südwestens erzählen. Diese Gegend umschließt die Bundesstaaten Kalifornien und Arizona sowie die daran angrenzenden Teile von Nevada.
Trotz ihres erst kurzen Bestehens hat die Bibliothek eine beachtliche Sammlung historischer Dokumente vorzuweisen. Der Bestand umfasst annähernd 25.000 Bücher und 2.000 Rollen Mikrofilm. Zahlreiche weitere Manuskripte, Karten, Fotografien und Urkunden ergänzen das Angebot. Zu den bedeutendsten Besitztümern gehört die vollständige Sammlung aller Ausgaben der Los Angeles Times seit ihrer Gründung im Jahre 1881.
Die Sherman Library and Gardens ist zudem Aufbewahrungsort der Archive der Southern Pacific Historical and Technical Society. Die Bibliothek steht interessierten Lesern und Studenten zu Forschungszwecken gleichermaßen zur Verfügung.

## Botanischer Garten
In Gewächshäusern und Parkanlagen werden verschiedene Pflanzenarten aus aller Welt gezeigt. Die Sherman Library and Gardens verfügt über eine Anordnung verschiedener thematischer Gärten mit saisonalen Blumenbeeten und Springbrunnen.
Die Auswahl reicht von Wüstenpflanzen bis Tropengewächsen. In einem Tropenhaus gedeihen Orchideen, Heliconia und Ingwer. Es gibt des Weiteren einen Kakteen- und einen Sukkulentengarten, einen Rosengarten, einen Gemüsegarten, einen Japanischen Garten und eine Sammlung von Farnen.